# Immetalia buruana
Immetalia buruana är en fjärilsart som beskrevs av Jordan 1912. Immetalia buruana ingår i släktet Immetalia och familjen nattflyn. Inga underarter finns listade i Catalogue of Life.